# Кисельова реформа 1837—1841
Кисельова реформа 1837—1841 — реформа управління державними селянами в Російській імперії. Була спричинена загальним погіршенням економічного становища державних селян, зростаючим їх невдоволенням та падінням їхньої платоспроможності. Проводилася за проектом графа П.Кисельова (1788—1872). За його ініціативою було організоване Міністерство державних маєтностей (рос. Министерство государственных имуществ), яке він очолив і яке повинне було збільшити селянські наділи, організувати переселенську справу, зрівняти натуральні повинності, перекласти оброк з «душі» на землю й промисли. Втілення засад реформи в Правобережній Україні, Білорусі та Литві (тут ліквідовувалася оренда дворянами державних маєтків, а селяни переводилися на оброк) почалося 1839. У ході її проведення організовувалися періодичні с.-г. виставки, було створено мережу шкіл у державних селах (їх називали «кисельовськими школами»), вводилося обчислення оброчних платежів із землі та промислів, зокрема у Харківській губернії, тощо. Однак, незважаючи на зусилля міністерства, реформа в умовах існування кріпацтва не дала бажаних результатів — не знищила малоземелля та хронічної недоплати державними селянами податків.